# Scooter Gennett
Ryan Joseph « Scooter » Gennett (né le 1er mai 1990 à Cincinnati, Ohio, États-Unis) est un joueur de deuxième but et de champ extérieur des Reds de Cincinnati de la Ligue majeure de baseball.
Le 6 juin 2017, il devient le 17e joueur de l'histoire du baseball majeur à frapper 4 circuits dans un même match.

## Carrière

### Brewers de Milwaukee

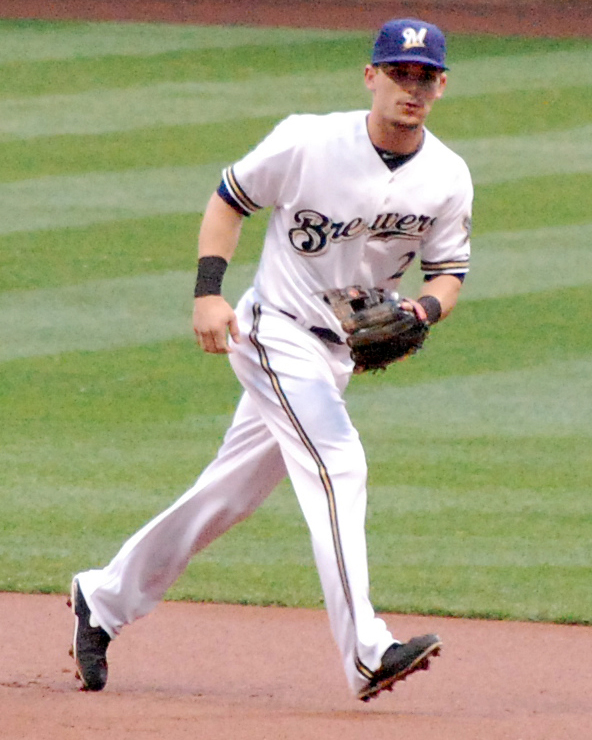
Scooter Gennett en 2013 avec les Brewers de Milwaukee.

Ryan Joseph Gennett voit le jour à Cincinnati mais passe la majeure partie de son enfance en Floride, où il joue au baseball dans une école secondaire de Sarasota. Il hérite du surnom « Scooter » à l'âge de 5 ans, en référence au personnage du même nom dans Le Muppet Show.
Il est repêché au 16e tour de sélection par les Brewers de Milwaukee en 2009 et fait ses débuts dans le baseball majeur avec ce club le 3 juin 2013. Il réussit son premier coup sûr dans les grandes ligues le 5 juin suivant, contre le lanceur Jesse Chavez des Athletics d'Oakland. Le 14 juin, il frappe son premier coup de circuit, aux dépens du lanceur Bronson Arroyo des Reds de Cincinnati.
Gennett est le joueur de deuxième but de confiance des Brewers en 2014 et dans cette saison recrue maintient une moyenne au bâton de ,289 avec 9 circuits et 54 points produits.
En 114 matchs joués en 2015, il frappe 6 circuits et sa moyenne au bâton s'élève à ,264.

### Reds de Cincinnati
Le 28 mars 2017, Gennett est réclamé au ballottage par les Reds de Cincinnati. En 2017, Gennett est utilisé par les Reds au deuxième but et au champ extérieur.
Le 6 juin 2017 à Cincinnati, dans une victoire de 13-1 des Reds sur les Cardinals de Saint-Louis, Scooter Gennett égale le record des majeures avec 4 circuits dans un même match. Il est le 17e joueur de l'histoire à réaliser l'exploit, le premier depuis Josh Hamilton en mai 2012 et le premier de la Ligue nationale depuis Shawn Green en mai 2002. Gennett compile 10 points produits pour égaler un record des Reds et établit une nouvelle marque d'équipe avec 17 buts au total. Des 17 joueurs ayant frappé 4 circuits dans un même match, Gennett est le second (après Mark Whiten en septembre 1993) a réussi un grand chelem.